# Ali Sami Yen
Ali Sami Yen né le 20 mai 1886 à Kandilli dans la banlieue d'Istanbul qui est d'origine albanaise et est mort le 29 juillet 1951 à Istanbul. Il est l'un des fondateurs, président, joueur et entraîneur du Galatasaray SK. Il est le fils de l'écrivain Sami Frashëri.

## Biographie
En 1905, Ali Sami Yen et ses camarades de classe du lycée Galatasaray décident de créer le club sportif de Galatasaray SK, et est désigné comme no 1 des fondateurs du club.
De 1905 à 1918 pendant 13 ans, et en 1925 pour une année de plus, au total pendant 14 ans il a été Président du club sportif de Galatasaray SK.
De 1916 à 1917 il était entraîneur de l'équipe de football de Galatasaray SK.
En 1924, pendant les Jeux olympiques de Paris il est désigné comme étant le président de la délégation turque.
De 1926 à 1931, il est Président du Comité Olympique de Turquie.
Il est le premier entraîneur de l'équipe nationale de Turquie, il avait officié la première fois contre la Roumanie.
Il est aussi la personne qui a joué un rôle très important pour le développement de l'athlétisme, du basket-ball et du volley-ball en Turquie.
L'ancien Stade Ali Sami Yen porte son nom.